# RusVelo/Saison 2014
Dieser Artikel listet Erfolge und Fahrer des Radsportteams RusVelo in der Saison 2014 auf.

## Erfolge in der UCI Asia Tour
In den Rennen der Saison 2014 der UCI Asia Tour gelangen die nachstehenden Erfolge.
| Datum    | Rennen                         | Kat. | Sieger         |
| -------- | ------------------------------ | ---- | -------------- |
| 12. Juli | 7. Etappe Tour of Qinghai Lake | 2.HC | Timofei Krizki |

## Erfolge in der UCI Europe Tour
In den Rennen der Saison 2014 der UCI Europe Tour gelangen die nachstehenden Erfolge.
| Datum         | Rennen                                        | Kat. | Sieger              |
| ------------- | --------------------------------------------- | ---- | ------------------- |
| 1. April      | 1. Etappe Grand Prix of Sochi                 | 2.2  | Sergey Lagutin      |
| 2. April      | 2. Etappe Grand Prix of Sochi                 | 2.2  | Roman Maikin        |
| 1.–6. April   | Gesamtwertung Grand Prix of Sochi             | 2.2  | Ilnur Sakarin       |
| 16. April     | 1. Etappe Grand Prix of Adygeya (EZF)         | 2.2  | Ilnur Sakarin       |
| 17. April     | 2. Etappe Grand Prix of Adygeya               | 2.2  | Igor Bojew          |
| 20. April     | 5. Etappe Grand Prix of Adygeya               | 2.2  | Igor Bojew          |
| 16.–20. April | Gesamtwertung Grand Prix of Adygeya           | 2.2  | Ilnur Sakarin       |
| 1. Mai        | Mayor Cup                                     | 1.2  | Sergey Lagutin      |
| 2. Mai        | Memorial of Oleg Dyachenko                    | 1.2  | Andrei Solomennikow |
| 3. Mai        | Grand Prix of Moscow                          | 1.2  | Leonid Krasnow      |
| 7. Mai        | 2. Etappe Five Rings of Moscow                | 2.2  | Igor Bojew          |
| 8. Mai        | 3. Etappe Five Rings of Moscow                | 2.2  | Sergey Lagutin      |
| 9. Mai        | 4. Etappe Five Rings of Moscow                | 2.2  | Igor Bojew          |
| 5.–9. Mai     | Gesamtwertung Five Rings of Moscow            | 2.2  | Andrei Solomennikow |
| 7.–11. Mai    | Gesamtwertung Tour d’Azerbaïdjan              | 2.1  | Ilnur Sakarin       |
| 11. Juni      | 1. Etappe Grand Prix Udmurtskaya Pravda (EZF) | 2.2  | Timofei Krizki      |
| 14. Juni      | 4. Etappe Grand Prix Udmurtskaya Pravda       | 2.2  | Artur Jerschow      |
| 11.–15. Juni  | Gesamtwertung Grand Prix Udmurtskaya Pravda   | 2.2  | Artur Jerschow      |
| 3. Oktober    | 2. Etappe Tour of Kavkaz                      | 2.2  | Igor Bojew          |
| 5. Oktober    | 4. Etappe Tour of Kavkaz                      | 2.2  | Sergei Firsanow     |
| 2.–6. Oktober | Gesamtwertung Tour of Kavkaz                  | 2.2  | Sergei Firsanow     |

## Zugänge – Abgänge
| Zugänge           | Team 2013                    | Abgänge           | Team 2014           |
| ----------------- | ---------------------------- | ----------------- | ------------------- |
| Timofei Krizki    | Katusha                      | Pawel Kotschetkow | Team Katusha        |
| Sergey Lagutin    | Vacansoleil-DCM              | Alexander Rybakow | Team Katusha        |
| Kirill Posdnjakow | Synergy Baku Cycling Project | Wiktor Manakow    | Itera-Katusha       |
| Iwan Balykin      | Neoprofi                     | Iwan Kowaljow     | Russian Helicopters |
|                   |                              | Jewgeni Kowaljow  | Russian Helicopters |
|                   |                              | Iwan Sawizki      | Russian Helicopters |
|                   |                              | Alexander Mironow | Unbekannt           |

## Mannschaft
| Fahrer              | Geburtsdatum       | Land     |
| ------------------- | ------------------ | -------- |
| Iwan Balykin        | 26. November 1990  | Russland |
| Igor Bojew          | 22. November 1989  | Russland |
| Sergei Firsanow     | 3. Juli 1982       | Russland |
| Artur Jerschow      | 7. März 1990       | Russland |
| Sergei Klimow       | 7. Juli 1980       | Russland |
| Leonid Krasnow      | 24. Januar 1988    | Russland |
| Timofei Krizki      | 24. Januar 1987    | Russland |
| Sergey Lagutin      | 14. Januar 1981    | Russland |
| Roman Maikin        | 14. August 1990    | Russland |
| Artjom Owetschkin   | 11. Juli 1986      | Russland |
| Sergei Pomoschnikow | 17. Juli 1990      | Russland |
| Kirill Posdnjakow   | 20. Januar 1989    | Russland |
| Ilnur Sakarin       | 15. September 1989 | Russland |
| Alexander Serow     | 12. November 1982  | Russland |
| Andrei Solomennikow | 10. Juni 1987      | Russland |
| Gennadi Tatarinow   | 20. April 1991     | Russland |